# Стеван Пековић
Стеван Пековић (Титоград, 13. јул 1970) је бивши југословенски и црногорски кошаркаш. Играо је на позицији крила.

## Каријера
Играо је за велики број пре свега домаћих клубова, а најбоље партије пружао је у дресу Боровице, Црвене звезде, Хемофарма и Будућности. Наступајући за екипу Црвене звезде у сезони 1998/99. играо је и Евролигу.